# Segunda República de Uganda
A Segunda República de Uganda existiu de 1971 a 1979, quando Uganda foi governada pelo regime militar de Idi Amin.
A economia ugandense acabou devastada pelas políticas de Idi Amin, incluindo a expulsão de milhares de asiáticos, a nacionalização de negócios e empresas, expansão do setor público e má gestão e corrupção política, levando ao colapso de salários, indústrias e das instituições nacionais, em meio a um governo centralizador e corrupto, que caçava dissidentes e intelectuais, e reprimia a oposição com violência excessiva. No final, o regime de Amin foi derrubado por uma coalizão de grupos dissidentes ugandenses e o exército tanzaniano, mas o país acabou engolido por uma guerra civil de quase meia década logo em seguida.
O número de pessoas mortas como resultado da ditadura de Amin é desconhecido; estimativas de observadores internacionais e grupos de direitos humanos variam de 100 000 a 500 000 fatalidades.